# Guilherme Marinato
Guilherme Marinato, o simplement Guilherme (Cataguases, Brasil, 12 de desembre de 1985), és un futbolista rus-brasiler que actualment milita en el FC Lokomotiv Moscou de la Lliga russa com a porter.

## Carrera
Quan era nen, Guilherme jugava al futbol sala, i va serr llavors quan es va fer porter.
Va fer el seu debut professional amb el Atlètic Paranaense en una derrota 0-1 davant el Nacional Atletico Clube en un partit del Campionat Paranaense el 13 de febrer de 2005. Guilherme havia estat ascendit del planter del club i va jugar 18 partits de lliga i tres partits de la Copa de Brasil en la temporada 2007.
L'agost de 2007, Guilherme va signar un contracte de cinc anys amb el Lokomotiv Moscou. Guilherme va esdevenir el primer porter brasiler en el futbol rus. En 2007 no va jugar un sol partit amb el primer equip, i va jugar només tres partits per a l'equip reserva.
Guilherme va debutar amb el primer equip el 12 de juliol de 2009, en un partit de la Lliga Premier de Rússia jugat a casa contra el Tom Tomsk el resultat del qual va ser de 0-0, des de llavors ha estat el porter titular del Lokomotiv Moscou. El 2010, Guilherme va canviar la seva samarreta número 85 per utilitzar el dorsal nombre 1. Va jugar els 30 partits de lliga durant la temporada. El 19 d'agost de 2010 Guilherme va debutar en Lliga Europa de la UEFA contra el Lausana.
Durant el campament d'hivern en Xipre en febrer de 2013 Guilherme va ser nomenat capità del Lokomotiv per l'entrenador Slaven Bilić. En juliol de 2013 Guilherme va guanyar un concurs mensual entre els afeccionats del Lokomotiv i va ser nomenat jugador del mes.

## Vida personal
El 12 de desembre de 2009, dia del seu aniversari, Guilherme es va casar amb Rafaela. Ells tenen una filla jove anomenada María Fernanda. El seu ídol en el futbol és el porter Júlio César.

### Clubs
(Actualitzada el 20/01/14)
| Club                | País   | Any         | PJ  | G |
| ------------------- | ------ | ----------- | --- | - |
| Atletico Paranaense | Brasil | 2005 - 2007 | 21  | 0 |
| FC Lokomotiv Moscou | Rússia | 2007 -      | 109 | 0 |

## Honors
Atletico Paranaense
- Copa Dallas: 2004, 2005
- Lliga Estatal de Paraná: 2005